# O Espectro (1915)
O Espectro foi um periódico panfletário, publicado em Lisboa em agosto de 1915 (apenas dois números) ligado ao movimento da contrarrevolução monárquica. A principal figura, fundador, editor e diretor, Astrigildo Chaves, monárquico convicto (viria a ser também o mentor do periódico A Monarquia, publicado no ano seguinte, 1916), expressa aqui, com algum dramatismo e tom provocatório, a defesa da causa monárquica e os seus ódios pelo republicanismo.